# Mourad III

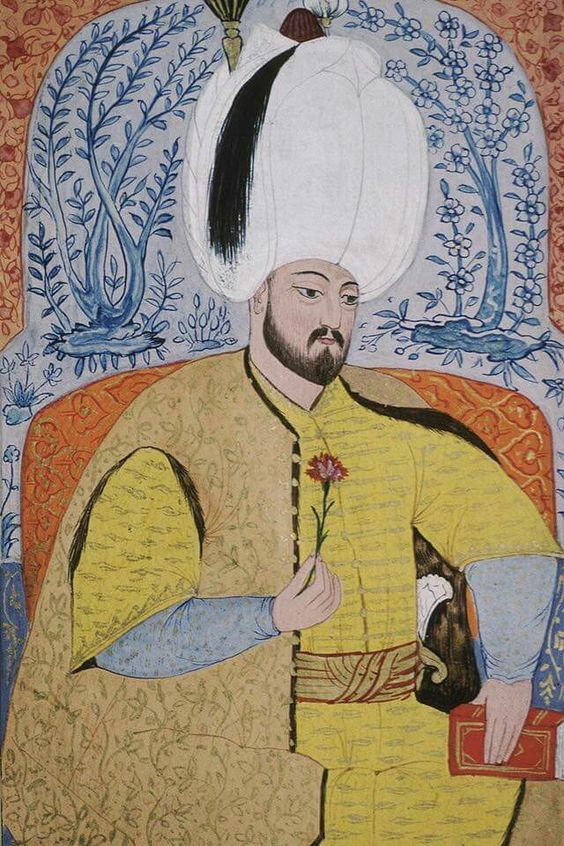
Portrait de Mourad III, origine inconnue

Pour les articles homonymes, voir Mourad.
Mourad III (né le 4 juillet 1546 près de Manisa – 16 janvier 1595) est le 12e sultan de l'Empire ottoman et un calife de l’islam. Il règne de 1574 jusqu'à sa mort.

## Biographie
Fils du futur sultan Sélim II et de Nur-Banu, Mourad III étudie dans l'une des plus grandes écoles de Manisa, il y apprend à parler l'arabe et le persan.
Il devient gouverneur de Manisa à la suite de l'accession au trône de son père, puis à la mort du sultan, il lui succède le 12 décembre 1574.
Selon la tradition ottomane, il exécute ses frères pour garantir le trône.
Son autorité est minée par les influences du harem, mais son grand vizir Sokollu Mehmet Pacha maintient en partie l'autorité impériale jusqu'à son assassinat en octobre 1579.
Le règne de Mourad est marqué par de nombreuses guerres dont la conquête du Caucase, le déclin économique de l'Empire séfévide et de l'Autriche, la conquête de l'Afrique du Nord, la création et la destruction rapide de l'observatoire d'astronomie de Taqi al-Din et l'affaiblissement des institutions ottomanes.
Le sultan développe un grand intérêt pour les arts du livre et particulièrement les manuscrits illustrés. Il commande un grand nombre de ces ouvrages à son atelier dirigé alors par Nakkach Osman, qui réalise notamment un manuscrit rédigé à l'occasion des célébrations de la circoncision de son fils. L'action de Mon nom est Rouge, le roman à succès du prix Nobel de littérature Orhan Pamuk, se déroule pendant son règne dans le milieu des miniaturistes de son palais.

## Expédition au Maroc
Abd al-Malik est devenu un membre de confiance de l’établissement ottoman pendant son exil. Il propose de faire du Maroc un vassal ottoman en échange du soutien de Mourad III pour l'aider à obtenir le trône de Saadi.
Avec une armée de 10 000 hommes, pour la plupart turcs, Ramazan Pacha et Abd al-Malik quittent Alger pour installer Abd al-Malik en tant que vassal ottoman du Maroc. Ramazan Pacha conquiert Fès, ce qui pousse le sultan saadi à fuir à Marrakech, qui est également conquise, et Abd al-Malik prend alors le contrôle du Maroc en tant que client des Ottomans.
Abd al-Malik conclut un accord avec les troupes ottomanes en leur versant une grande quantité d'or et en les renvoyant à Alger, ce qui suggère un concept de vassalité plus souple que ne le pensait Mourad III. Le nom de Mourad est récité lors de la prière du vendredi et estampillé sur les pièces de monnaie, deux signes traditionnels de souveraineté dans le monde islamique. Le règne d'Abd al-Malik est considéré comme une période de vassalité du Maroc à l'égard de l'Empire ottoman. Abd al-Malik meurt en 1578 et son frère Ahmad al-Mansour lui succède. Au début de son règne, il reconnaît officiellement la suzeraineté du sultan ottoman tout en restant indépendant de facto, mais il cesse de frapper des pièces au nom de Mourad, supprime son nom de la Khutba et déclare sa pleine indépendance en 1582.

## Expédition aux Canaries
En 1586, en représailles aux razzias espagnoles en Afrique, les troupes de Mourad effectuent une expédition punitive aux îles Canaries alors aux mains des Espagnols, pillent Teguise, capitale de Lanzarote dans l'archipel canarien, et capturent la femme du marquis.